# Super Bowl XXX
Der Super Bowl XXX war die 30. Ausgabe des Super Bowls, dem Endspiel der National Football League (NFL) im American Football. Am 28. Januar 1996 trat der Meister der National Football Conference (NFC), die Dallas Cowboys, gegen den Meister der American Football Conference (AFC), die Pittsburgh Steelers, im Sun Devil Stadium in Tempe, Arizona, an. Die Dallas Cowboys gewannen das Spiel mit 27:17 und damit ihren fünften Super Bowl. Der Linebacker der Cowboys, Charles Haley, der zweimal mit den San Francisco 49ers und nun zum dritten Mal mit den Cowboys den Super Bowl gewann, wurde der erste Spieler, der fünf Super Bowls gewann. Zum Super Bowl MVP wurde der Cornerback der Cowboys, Larry Brown, gewählt.

## Saisonverlauf
Die Dallas Cowboys konnten sich mit einer Bilanz von 12:4 als bestes Team der NFC für die Play-offs qualifizieren. In den Divisional-Play-offs setzten sich die Cowboys mit 30:11 gegen die Philadelphia Eagles durch. Im NFC Championship Game schlugen sie die Green Bay Packers mit 38:27.
Die Pittsburgh Steelers beendeten die Regular Season mit einer Bilanz von 11:5. In den Play-offs konnten sie sich erst gegen die Buffalo Bills behaupten und dann im AFC Championship Game gegen die Indianapolis Colts durchsetzen.

## Scoring
- 1st Quarter
  - DAL – FG: Chris Boniol 42 Yards 3:0 DAL
  - DAL – TD: Jay Novacek 3 Yards-Pass von Troy Aikman (Extrapunkt Boniol) 10:0 DAL
- 2nd Quarter
  - DAL – FG: Boniol 35 Yards 13:0 DAL
  - PIT – TD: Yancey Thigpen 6 Yards-Pass von Neill O’Donnell (Extrapunkt Norm Johnson) 13:7 DAL
- 3rd Quarter
  - DAL – TD: Emmitt Smith 1 Yard-Lauf (Extrapunkt Boniol) 20:7 DAL
- 4th Quarter
  - PIT – FG: Johnson 46 Yards 20:10 DAL
  - PIT – TD: Bam Morris 1 Yard-Lauf (Extrapunkt Johnson) 20:17 DAL
  - DAL – TD: Smith 4 Yards-Lauf (Extrapunkt Boniol) 27:17 DAL[1]

## Spielverlauf

### Erste Halbzeit
Der Super Bowl begann mit einem Kickoff der Pittsburgh Steelers. Bereits mit ihrer ersten Angriffserie konnten die Dallas Cowboys durch ein 42 Yards Field Goal punkten. Auch die nächsten beiden Angriffsserien konnten die Cowboys erfolgreich abschließen und gingen mit 13:0 in Führung. Erst 13 Sekunden vor Ende der ersten Halbzeit konnten auch die Steelers punkten. Ihr Wide Receiver Yancey Thigpen konnte einen Touchdown erzielen.

### Zweite Halbzeit
Cornerback Larry Brown von den Dallas Cowboys brachte den Ball mit einer Interception 44 Yards bis zur 18-Yard-Linie der Steelers. Von dort passte Quarterback Troy Aikman den Ball zu Wide Receiver Michael Irvin, der ihn bis zur 1-Yard-Linie trug. Von dort erzielte Runningback Emmitt Smith einen Touchdown zum 20:7 für die Cowboys. Durch ein Field Goal verkürzten die Steelers auf 20:10 und durch einen Touchdown auf 20:17. Im letzten Quarter erzielte Emmitt Smith erneut einen Touchdown und holte so die Punkte für den Endstand von 27:17 für die Dallas Cowboys.